# Campeonato Regional de Fútbol 2018 (Chile)
El Campeonato Regional de Fútbol de 2018-19 fue la 21.º versión del certamen de fútbol amateur chileno. Cuenta con la participación de  8 equipos de las ciudades de la Región del Bíobío en ese año. Los clubes participantes son Fernández Vial U19 (que declino en participar de esta edición), Deportes Tomé, Deportes Hualpén, Super Cantera Quillón, República Independiente de Hualqui, C.D.S.C. Nacimiento, Deportivo Santa Juana y C.D.S.C. San Pedro de la Paz.
El campeonato lleva por nombre Hexagonal del Biobío, se juega en dos ruedas con un sistema de todos-contra-todos, durante los meses de noviembre y diciembre, las llaves de semifinales y final se juegan durante enero de 2019.

## Sistema
- Fase Inicial: Los 8 equipos se enfrentan en el sistema todos contra todos, jugándose 2 ruedas, sumando un total de 10 fechas.
- Fase Final: Los 4 equipos se enfrentan entre ellos a una ronda, y en la gran final se definirá el campeón a dos ruedas.

## Información
| Equipo                  | Entrenador        | Estadio                          | Capacidad | Marca            | Patrocinador          |
| ----------------------- | ----------------- | -------------------------------- | --------- | ---------------- | --------------------- |
| CDSC Nacimiento         | Juan Pablo Ojeda  | Municipal de Nacimiento          | 1.200     | Joma             |                       |
| Deportes Hualpén        | Bandera de Chile  | Municipal de Hualpén             | 1.000     | Wode             |                       |
| Deportes San Pedro      | Miguel Ardiman    | Municipal de San Pedro de la Paz | 3.000     | JAF Sport        | Mundo Pacífico        |
| Deportes Tomé           | Mario Valdebenito | Juan Rogelio Núñez               | 1.500     | Squadra          | Beach                 |
| Deportivo Santa Juana   | Bandera de Chile  | Municipal de Santa Juana         |           | Squadra          | Buses El Conquistador |
| República Independiente | Mario Araya       | Municipal de Hualqui             | 1.200     | Magno Deportes   | Hualqui               |
| Super Cantera Quillón   | Bandera de Chile  | Municipal de Quillón             | 1.000     | Bandera de Chile |                       |

## Clasificación

### Grupo A
|    | Equipo                 | PTS | PJ | PG | PE | PP | GF | GC | DG |
| -- | ---------------------- | --- | -- | -- | -- | -- | -- | -- | -- |
| 1. | Deportes Tomé          | 10  | 4  | 3  | 1  | 0  | 9  | 2  | 7  |
| 2. | Deportes Hualpén FC    | 7   | 4  | 2  | 1  | 1  | 5  | 4  | 1  |
| 3. | Super Canteras Quillón | 0   | 4  | 0  | 0  | 4  | 0  | 8  | -8 |

| Deportes Hualpén     | 3 - 0 | Super Canteras Quillón | Municipal de Hualpén | 25 de noviembre |  |
| Libre: Deportes Tomé |       |                        |                      |                 |  |

| Super Canteras Quillón  | 0 - 5 | Deportes Tomé | Municipal de Quillón | 1 de diciembre | 17:30 |
| Libre: Deportes Hualpén |       |               |                      |                |       |

| Deportes Tomé                 | 4 - 2 | Deportes Hualpén | Municipal de Tomé | 9 de diciembre | 17:00 |
| Libre: Super Canteras Quillón |       |                  |                   |                |       |

| Super Canteras Quillón | - | Deportes Hualpén | Municipal de Quillón | 16 de diciembre |  |
| Libre: Deportes Tomé   |   |                  |                      |                 |  |

| Deportes Tomé           | - | Super Canteras Quillón | Municipal de Tomé | Por confirmar |  |
| Libre: Deportes Hualpén |   |                        |                   |               |  |

| Deportes Hualpén              | 0 - 0 | Deportes Tomé | Municipal de Hualpén | 29 de diciembre | 18:00 |
| Libre: Super Canteras Quillón |       |               |                      |                 |       |

### Grupo B
|    | Equipo                  | PTS | PJ | PG | PE | PP | GF | GC | DG  |
| -- | ----------------------- | --- | -- | -- | -- | -- | -- | -- | --- |
| 1. | CDSC Nacimiento         | 14  | 6  | 4  | 2  | 0  | 17 | 10 | 7   |
| 2. | República Independiente | 14  | 6  | 4  | 2  | 0  | 12 | 5  | 7   |
| 3. | Deportes San Pedro      | 3   | 6  | 1  | 0  | 5  | 6  | 9  | -3  |
| 4. | Deportivo Santa Juana   | 3   | 6  | 1  | 0  | 5  | 9  | 20 | -11 |

     Acceden a la Fase Final
| Deportivo Santa Juana              | 1 - 2 | Deportes San Pedro | Municipal de Santa Juana | 25 de noviembre | 17:00 |
| República Independiente de Hualqui | 3 - 3 | CDSC Nacimiento    | Municipal de Hualqui     | 25 de noviembre | 17:30 |

| República Independiente de Hualqui | 2 - 0 | Deportes San Pedro | Municipal de Hualqui     | 1 de diciembre | 18:00 |
| Deportivo Santa Juana              | 1 - 2 | CDSC Nacimiento    | Municipal de Santa Juana | 2 de diciembre | 17:30 |

| CDSC Nacimiento                    | 4 - 3 | Deportes San Pedro    | Municipal de Nacimiento | 8 de diciembre | 17:30 |
| República Independiente de Hualqui | 2 - 1 | Deportivo Santa Juana | Municipal de Hualqui    | 8 de diciembre | 18:00 |

| CDSC Nacimiento    | 1 - 1 | República Independiente de Hualqui | Municipal de Nacimiento          | 15 de diciembre | 17:30 |
| Deportes San Pedro | 1 - 2 | Deportivo Santa Juana              | Municipal de San Pedro de la Paz | 19 de diciembre | 19:00 |

| CDSC Nacimiento    | 8 - 3 | Deportivo Santa Juana              | Municipal de Nacimiento          | 23 de diciembre | 17:30 |
| Deportes San Pedro | -     | República Independiente de Hualqui | Municipal de San Pedro de la Paz | Por confirmar   |       |

| Deportes San Pedro    | -     | CDSC Nacimiento                    | Municipal de San Pedro de la Paz | 29 de diciembre |  |
| Deportivo Santa Juana | 1 - 5 | República Independiente de Hualqui | Municipal de Santa Juana         | 30 de diciembre |  |

## Fase Final
|  | Semifinales             | Semifinales             | Semifinales             |   |   |   | Final                    | Final                    | Final                    | Final                    | Final                    |  |
|  | 5 de enero - 6 de enero | 5 de enero - 6 de enero | 5 de enero - 6 de enero |   |   |   | 9 de enero - 12 de enero | 9 de enero - 12 de enero | 9 de enero - 12 de enero | 9 de enero - 12 de enero | 9 de enero - 12 de enero |  |
|  |                         |                         |                         |   |   |   |                          |                          |                          |                          |                          |  |
|  | B1                      | CDSC Nacimiento         | 3                       |   |   |   |                          |                          |                          |                          |                          |  |
|  | A2                      | Deportes Hualpén        | 1                       |   |   |   |                          |                          |                          |                          |                          |  |
|  |                         |                         |                         |   |   |   | B1                       | CDSC Nacimiento          | 0                        | 2                        | 2                        |  |
|  |                         | B2                      | República Independiente | 2 | 2 | 4 |                          |                          |                          |                          |                          |  |
|  | A1                      | Deportes Tomé           | 0                       |   |   |   |                          |                          |                          |                          |                          |  |
|  | B2                      | República Independiente | 1                       |   |   |   |                          |                          |                          |                          |                          |  |

#### Resultados de la fase final
|  | CDSC Nacimiento | 3 - 1 | Deportes Hualpén                   |  | Municipal de Nacimiento | 5 de enero | 17:30 |
|  | Deportes Tomé   | 0 - 1 | República Independiente de Hualqui |  | Municipal de Tomé       | 6 de enero | 18:00 |

|  | CDSC Nacimiento                    | 0 - 2 | República Independiente de Hualqui |  | Municipal de Nacimiento | 9 de enero  | 18:00 |
|  | República Independiente de Hualqui | 2 - 2 | CDSC Nacimiento                    |  | Municipal de Hualqui    | 12 de enero | 18:00 |

## Cuadro de Honor
| Equipo                  | Premio     | Título |
| ----------------------- | ---------- | ------ |
| República Independiente | Campeón    | 1      |
| CDSC Nacimiento         | Subcampeón | 0      |

### Campeón
|                                                      |
| Campeón Republica Independiente de Hualqui 1° título |
|                                                      |